# Estación de Alcalá de Chivert
La estación de Alcalá de Chivert (en valenciano Alcalà de Xivert) es una estación ferroviaria situada en el municipio español de Alcalá de Chivert en la provincia de Castellón, Comunidad Valenciana. Dispone de servicios de Media Distancia y Cercanías operados por Renfe.

## Situación ferroviaria
La estación se encuentra en el punto kilométrico 119,1 de la línea férrea de ancho ibérico que une Valencia con San Vicente de Calders a 152,5 metros de altitud. En pleno Corredor Mediterráneo, la estación está situada entre las estaciones de Benicarló-Peñíscola y Torreblanca

## Historia
La estación fue inaugurada el 12 de marzo de 1865 con la apertura del tramo Benicasim-Uldecona de la línea que pretendía unir Valencia con Tarragona. Las obras corrieron a cargo de la Sociedad de los Ferrocarriles de Almansa a Valencia y Tarragona o AVT que previamente y bajo otros nombres había logrado unir Valencia con Almansa. En 1889, la muerte de José Campo Pérez principal impulsor de la compañía abocó la misma a una fusión con Norte. En 1941, tras la nacionalización del ferrocarril en España la estación pasó a ser gestionada por la recién creada RENFE. 
Desde el 31 de diciembre de 2004 Renfe Operadora explota la línea mientras que Adif es la titular de las instalaciones ferroviarias.

## Servicios ferroviarios

### Media Distancia
Los trenes de Media Distancia de Renfe tienen como principales destinos Barcelona, Valencia, Tortosa y Tarragona. 
| Línea MD | Trenes                   | Origen/Destino | Destino/Origen    |
| -------- | ------------------------ | -------------- | ----------------- |
| 50       | Regional Regional Exprés | Valencia-Norte | Tortosa Barcelona |

### Cercanías
Forma parte de la línea ER02, que en la práctica funciona como una prolongación de la línea C-6 de Cercanías Valencia desde el 12 de noviembre de 2018.
En esta estación se detienen 12 trenes por día de lunes a viernes y 9 fin de semanas y festivos entre Valencia Norte y Vinaroz. De ellos, cuatro trenes son servicio compartido con Regional-Exprés con destino final u origen en  Tortosa o Barcelona-Estación de Francia, por lo que no paran en todas las estaciones de recorrido.
| procedencia/destino                        | < estación  | Línea | estación >          | destino/procedencia |
| ------------------------------------------ | ----------- | ----- | ------------------- | ------------------- |
| Castellón de la Plana hasta Valencia-Norte | Torreblanca |       | Benicarló-Peñíscola | Vinaroz             |